# Medal NATO
Medal NATO – międzynarodowe odznaczenie wojskowe, nadawany przez Sekretarza Generalnego żołnierzom za ich udział w operacji międzynarodowych sił wsparcia bezpieczeństwa NATO.
Medal ma średnicę 35 milimetrów, wykonany jest z brązu; wyjątek stanowi Medal NATO za Chwalebną Służbę (Meritorious Service Medal), który odlany jest ze srebra. Na awersie odznaczenia znajduje się godło NATO oraz wieniec złożony z gałązek oliwnych. Na odwrocie wygrawerowany jest napis w języku angielskim: North Atlantic Treaty Organization i języku francuskim: l’Organization du Traité de l’Atlantique Nord (Organizacja Traktatu Północnoatlantyckiego), umieszczony przy krawędzi. W centrum znajduje się gałązka drzewa oliwnego ułożona horyzontalnie, nad którą widnieje napis: In Service of Peace and Freedom (W służbie pokoju i wolności) oraz jego francuskie tłumaczenie umieszczone poniżej – AU SERVICE DE LA PAIX ET DE LA LIBERTE. Do medalu dołączona jest błękitno-biała wstęga, do której dołączony jest napis z tego samego materiału jak medal. Medale produkowane są w Belgii.
Powstało kilkanaście różnych wersji Medalu NATO. Każda z nich odpowiada następującym misjom: w Jugosławii, Kosowie, Republice Macedonii, za służbę podczas operacji Eagle Assist, Active Endeavour, Unified Protector, oraz za pokojowe misje stabilizacyjne NATO – ISAF, NTM-Irak i inne, których zasady przyznawania zostały opisane w „Alied Comand Operation (ACO) Directive 40-8”. Z dniem 1 stycznia 2011 roku ujednolicono wygląd medali NATO za udział w misji ISAF w Afganistanie, KFOR na Bałkanach, misji szkoleniowej NTM w Iraku oraz w Afryce wprowadzając jednakową wstążkę z dwoma srebrnymi paskami, a w celu rozróżnienia miejsca pełnienia służby na wstążce każdego z nich jest informujący o tym na metalowej blaszce opis (ISAF, BALKANS, NTM-IRAQ, AFRICA). Przyjęto ogólną zasadę, że medale przyznawane za operacje wspólnej obrony członków NATO (artykuł 5 Traktatu Północnoatlantyckiego) mają wstążkę z paskami złotymi, zaś medale za operacje w sytuacji, gdy nie ma zastosowania artykuł 5 – wstążkę z paskami srebrnymi. Ponadto wprowadzono wskaźniki wielokrotnego udziału w postaci arabskiej cyfry noszonej na medalu i baretce. Medal (lub kolejny wskaźnik udziału) może być przyznany w przypadku nieprzerwanej służby, w rejonie danej misji, w wymiarze min. 30 dni, a w przypadku kilkudniowych pobytów (np. pilotów) w łącznym wymiarze 60 dni przez okres do dwóch lat. Ponadto, by przyznać wskaźnik kolejnego udziału w misji musi być zachowana co najmniej 180 dni przerwa między udziałem w kolejnej misji. Kolor niebieskiej wstążki medalu NATO według specyfikacji pantone to 294. Medal może być nadawany zwierzętom – medalem za ISAF są odznaczane m.in. psy służące w jednostkach saperskich.
Baretki Medali NATO przyznawanych dotychczas

Medal NATO za służbę w Jugosławii
Medal NATO za służbę w Kosowie
Medal NATO za służbę w Macedonii
Medal NATO za udział w operacji Eagle Assist
Medal NATO za misję usuwania skutków trzęsienia ziemi w Pakistanie
Medal NATO za wsparcie logistyczne misji pokojowych w Darfurze (AMIS)
Medal NATO za udział w operacji Active Endeavour
Medal NATO za udział w operacji Active Endeavour (wzór: od 2011)
Medal NATO za służbę na Bałkanach
Medal NATO za udział w misji ISAF
Medal NATO za udział w operacji Unified Protector
Medal NATO za udział w misji szkoleniowej w Iraku

Baretki Medali NATO obecnie przyznawanych

Nagroda im. Jacka B. Camerona
Medal NATO za Chwalebną Służbę
Medal NATO za służbę na Bałkanach (wzór: od 2011)
Medal NATO za udział w misji ISAF (wzór: od 2011)
Medal NATO za udział w misji w Iraku
Medal NATO za misje przeciwko piratom somalijskim
Medal NATO za udział w misji Resolute Support
Medal NATO za udział w operacji Sea Guardian
Medal NATO z klamrą "VIGILANCE"